# Rodrigo Pinto Guedes
Rodrigo Pinto Guedes, primeiro e único Barão do Rio da Prata GCTE (Gradiz, 27 de julho de 1762 — Paris, 13 de junho de 1845) foi um militar luso-brasileiro. Foi o terceiro ministro do Superior Tribunal Militar.
Filho de Rodrigo Pinto Guedes e Ana Maria da Silveira Pereira, casou-se com Constança Smissaert Pinto Caldas.
Era almirante, tendo comandado a Esquadra na Campanha do Rio da Prata, de março de 1826 a dezembro de 1828.
Agraciado barão, era grande dignitário da Imperial Ordem da Rosa e Grã-Cruz da Imperial Ordem de Avis e da Ordem Militar da Torre e Espada, do Valor, Lealdade e Mérito, de Portugal.